# Ingrid Thijssen
Ingrid Thijssen (Den Helder, 1968) is een Nederlandse bestuurder. Zij is voorzitter van werkgeversorganisatie VNO-NCW. Daarvoor was zij CEO bij Alliander.

## Levensloop
Thijssen groeide op in Bodegraven en studeerde vanaf 1988 rechten aan de Universiteit Utrecht. Na haar afstuderen in 1993 vond ze werk bij de Nederlandse Spoorwegen. Binnen de organisatie klom ze op tot directeur vervoer bij NS Reizigers. In die functie kreeg ze te maken met een storm van kritiek over uitgelekte plannen om passagiers hun behoefte in een plaszak te laten doen in treinen waar de wc uit was verwijderd.
In 2014 maakte Thijssen de overstap naar netbeheerder Alliander, waar ze in 2017 CEO werd. Een jaar eerder was Thijssen gekozen als Topvrouw van het jaar. In februari 2020 werd bekend dat Thijssen Hans de Boer zou opvolgen als voorzitter van werkgeversorganisatie VNO-NCW. In tegenstelling tot haar voorganger stond zij bekend om haar "groene" profiel. Aanvankelijk zou Thijssen in juni 2020 de voorzittershamer overnemen. Dit moment werd vanwege de coronacrisis uitgesteld tot september 2020, na Prinsjesdag.

## Persoonlijk
Thijssen groeide op in een hervormd gezin. Ze is getrouwd en moeder van twee kinderen. Ook beviel ze van een tweeling die kort na de geboorte overleed. Thijssen is lid van D66.